# UNTIL THE LAST DAY
『UNTIL THE LAST DAY』（アンティル ザ ラスト デイ）は、2012年2月22日にGACKTが発表した楽曲、および同曲を収録した通算41枚目のシングルである。発売元はavex entertainment。

## 解説
2012年、第1弾シングル。前作『Graffiti』から2か月でのリリースとなった。
2012年3月5日付のオリコン週間シングルチャートで8位に入り、自身の持つ男性ソロアーティスト連続TOP10入り記録を41に更新した。

## 収録曲
作詞：GACKT.C・藤林聖子
作曲：GACKT.C・Ryo
編曲：Ryo

### CD
1. UNTIL THE LAST DAY
GACKTが声優として参加するCGアニメ映画『ドラゴンエイジ -ブラッドメイジの聖戦-』主題歌。
後に、YELLOW FRIED CHICKENzの1枚目のアルバム『YELLOW FRIED CHICKENz I』にて、アレンジされたバージョンが収録された。
2. UNTIL THE LAST DAY (D.A.Edit)
本楽曲は、ほかのどのアルバムにも収録されておらず、本作のみに収録されている。
3. UNTIL THE LAST DAY (instrumental)

### 初回限定盤 DVD
1. UNTIL THE LAST DAY PV

## 楽曲の収録アルバム
- BEST OF THE BEST vol.1 -WILD- (#1)